# SNX16
SNX16 (англ. Sorting nexin 16) – білок, який кодується однойменним геном, розташованим у людей на 8-й хромосомі. Довжина поліпептидного ланцюга білка становить 344 амінокислот, а молекулярна маса — 39 167.
| 10         |  | 20         |  | 30         |  | 40         |  | 50         |
| ---------- |  | ---------- |  | ---------- |  | ---------- |  | ---------- |
| MATPYVPVPM |  | PIGNSASSFT |  | TNRNQRSSSF |  | GSVSTSSNSS |  | KGQLEDSNMG |
| NFKQTSVPDQ |  | MDNTSSVCSS |  | PLIRTKFTGT |  | ASSIEYSTRP |  | RDTEEQNPET |
| VNWEDRPSTP |  | TILGYEVMEE |  | RAKFTVYKIL |  | VKKTPEESWV |  | VFRRYTDFSR |
| LNDKLKEMFP |  | GFRLALPPKR |  | WFKDNYNADF |  | LEDRQLGLQA |  | FLQNLVAHKD |
| IANCLAVREF |  | LCLDDPPGPF |  | DSLEESRAFC |  | ETLEETNYRL |  | QKELLEKQKE |
| MESLKKLLSE |  | KQLHIDTLEN |  | RIRTLSLEPE |  | ESLDVSETEG |  | EQILKVESSA |
| LEVDQDVLDE |  | ESRADNKPCL |  | SFSEPENAVS |  | EIEVAEVAYD |  | AEED       |

A: Аланін

C: Цистеїн

D: Аспарагінова кислота

E: Глутамінова кислота

F: Фенілаланін

G: Гліцин

H: Гістидин

I: Ізолейцин

K: Лізин

L: Лейцин

M: Метіонін

N: Аспарагін

P: Пролін

Q: Глутамін

R: Аргінін

S: Серин

T: Треонін

V: Валін

W: Триптофан

Кодований геном білок за функцією належить до фосфопротеїнів. 
Задіяний у таких біологічних процесах, як транспорт, транспорт білків, альтернативний сплайсинг. 
Білок має сайт для зв'язування з ліпідами. 
Локалізований у цитоплазмі, мембрані, лізосомі, ендосомах.